# Dinocryptus nigrosignatus
Dinocryptus nigrosignatus là một loài tò vò trong họ Ichneumonidae.